# التلفاز البولندي
التلفاز البولندي (TVP S. A أو Telewizja Polska S.A) هي شبكة التلفزيون العمومي البولندي. وهي أكبر شبكة تلفزيون في بولندا ب13 قناة وطنية، و16 قناة جهوية.

## تاريخ شعار القناة

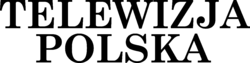
1952-1956
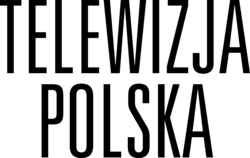
1956-1963
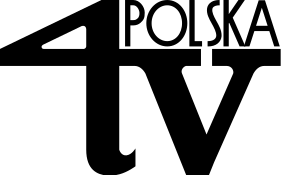
1963-1976
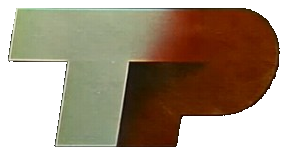
1976-1992
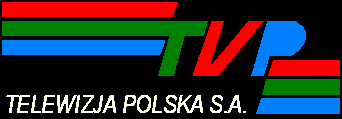
1992–2003
2003-2022
2022–إلى الآن